# Apala
L'apala és un estil de vocal i música de percussió dels Iorubes musulmans. Va sorgir a finals de la dècada de 1930 com el mitjà d'animar als creients després del dejuni de Ramadà.